# 愛媛県立丹原高等学校
愛媛県立丹原高等学校（えひめけんりつ たんばらこうとうがっこう）は、愛媛県西条市に所在する県立高等学校。

## 概要
周桑郡立農業補習学校（1901年創立）および周桑郡立周桑高等女学校（1920年創立）を前身とする。学制改革による学校の統合やその後の再編を経て、1949年に現在の愛媛県立丹原高等学校となった。
旧丹原町（現西条市丹原町）にあった唯一の高等学校で、2000年には創立100周年を迎えた。
部活動が盛んであり、剣道部は全国大会の常連である。また、野球部は2000年夏（第82回）に出場している。女子バスケットボール部も2001年に全国高等学校バスケットボール選抜優勝大会準優勝を果たしている。
卒業生は、普通科の生徒の90%前後、園芸科学科の生徒の70%前後が進学している。地元の愛媛大学をはじめ、国公立大学に進学する生徒もいる。

## 沿革
- 1901年4月1日 - 周桑郡立農業補習学校が創立される。
- 1903年3月31日 - 周桑郡立農業補習学校が廃校になる。
- 1903年4月1日 - 周桑郡立周桑農業学校が設立される。
- 1907年3月31日 - 周桑郡立周桑農蚕学校に校名を変更する。
- 1919年3月31日 - 周桑郡立周桑農蚕学校が廃校になる。
- 1920年3月5日 - 周桑郡立周桑高等女学校が創立される。
- 1922年4月1日 - 愛媛県に移管し、愛媛県立周桑高等女学校と改名する。
- 1946年4月1日 - 壬生川町外15町村組合立周桑農業学校が創立される。
- 1948年4月1日 - 学制改革により、愛媛県立周桑高等女学校と壬生川町外15町村組合立周桑農業学校を合併して愛媛県立周桑高等学校となる。入学定員を普通科120名、農業科40名する。
- 1948年10月2日 - 定時制課程を設置する（河北・中川・田野に分校を設置する）。
- 1949年9月1日 - 高校の再編成により愛媛県立丹原高等学校に校名を変更する。入学定員を普通科120名、農業科40名とする。
- 1975年3月31日 - 定時制課程の新入生募集を停止する。
- 1992年4月1日 - 学科改編により農業科が園芸科学科となる。入学定員を普通科225名、園芸科学科40名とする。
- 1996年4月1日 - 入学定員を普通科200名、園芸科学科40名とする。
- 2000年 - 創立100周年を迎える。
- 2003年4月1日 - 入学定員を普通科160名、園芸科学科40名とする。
- 2008年4月1日 - 入学定員を普通科120名、園芸科学科40名とする。
- 2022年 - 県教育委員会が西条市内の丹原高校、東予高校、小松高校を周桑高校（仮称）と西条産業科学高校（仮称）の2校に再編する「県立学校振興計画」の素案を公表[1]。

## 学科
- 普通科
- 園芸科学科

## 部活動

### 体育部
- 野球部
- バレーボール部
- バスケットボール部
- サッカー部
- ソフトボール部
- 柔道部
- 剣道部
- 弓道部
- ソフトテニス部
- テニス部
- 卓球部
- 空手道部
- スポーツクライミング部

### 文化部
- 音楽部
- 美術部
- ハンドメイキング部
- 茶道部
- 写真・情報部
- 華道部
- 社会研究部

## 著名な卒業生
- 飯尾尊雄 - プロ野球選手
- 桐野豊 - 薬学者
- 野口茂樹 - プロ野球選手
- 野田裕子 - バスケットボール選手
- 越智達矢 - 社会人野球選手